# Кривцово (Ивановская область)
 Кривцово — деревня в Ивановском районе Ивановской области России. Входит в состав Беляницкого сельского поселения.

## География
Находится в западной части Ивановской области на расстоянии приблизительно 8 километров на северо-запад по прямой от вокзала станции Иваново на правом берегу реки Уводь.

## История
Деревня уже была на карте 1808 года. В 1859 году здесь (тогда деревня Шуйского уезда Владимирской губернии) было учтено 36 дворов.

## Население
Постоянное население составляло 182 человека (1859 год), 45 в 2002 году (русские 89 %), 145 в 2010.